# Synchlora niveus
Synchlora niveus là một loài bướm đêm trong họ Geometridae.